# Зруб (Ніжинський район)
Зруб — село в Україні, у Вертіївській сільській громаді Ніжинського району Чернігівської області. Населення становить 157 осіб. До 2020 орган місцевого самоврядування — Кукшинська сільська рада.

## Історія
Перша згадка про хутір Зруб датовано першою половиною XVII століття.
Радянською владою після 1918 року було об'єднано хутір Зруб і хутір Нестеровичи в село Зруб. Станом на кінець ХVIII ст. хутором Нестеровичи володів поручик Іван Нестерович, на початку ХIХ ст. — штабс-капітан Василь Іванович Нестерович. У 1800 році в слободі Зруб проживала 31 податкова душа. Станом на 1901 рік у х. Зруб (інша назва - Взруб) проживало 184, а у х. Нестеровича - 36 осіб.
12 червня 2020 року, відповідно до розпорядження Кабінету Міністрів України № 730-р «Про визначення адміністративних центрів та затвердження територій територіальних громад Чернігівської області», увійшло до складу Вертіївської сільської громади.
19 липня 2020 року, в результаті адміністративно-територіальної реформи, увійшло до складу новоутвореного Ніжинського району.

## Населення

### Мова
Розподіл населення за рідною мовою за даними перепису 2001 року:
| Мова       | Кількість | Відсоток |
| ---------- | --------- | -------- |
| українська | 150       | 95.54%   |
| російська  | 7         | 4.46%    |
| Усього     | 157       | 100%     |